# Adelsö
För andra betydelser, se Adelsö (olika betydelser).

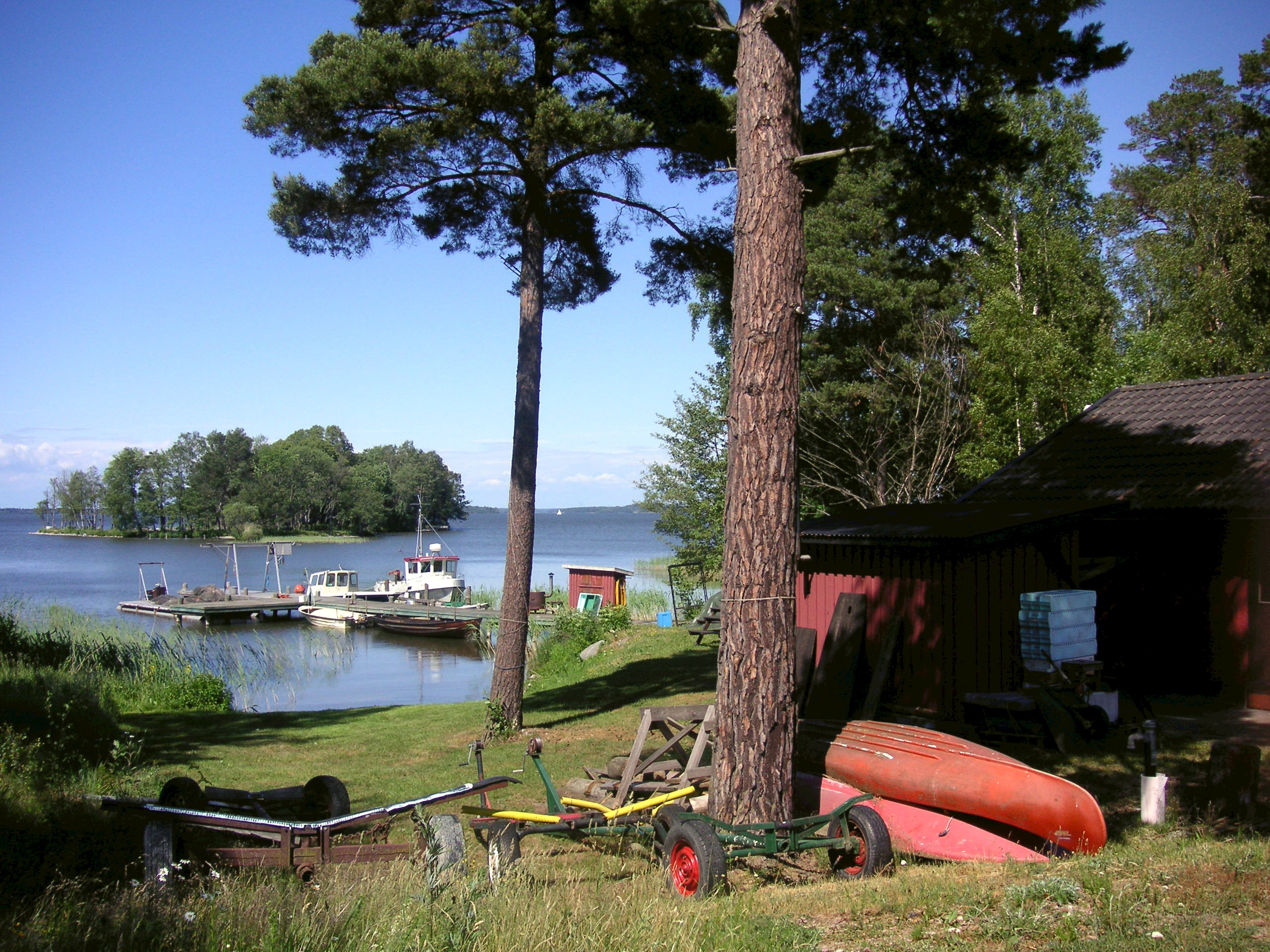
Adelsös norra udde Horn med ön Ängskär, juli 2007.

Adelsö eller Adelsön (äldre namn: Alsnö eller Alsnu) är en större ö i östra Mälaren och ett samhälle i Adelsö socken, i Ekerö kommun, Uppland, Stockholms län. Ön är omkring tio kilometer lång och mellan två och fyra kilometer bred och har en areal på 25,79 kvadratkilometer. Adelsön har ingen fast vägförbindelse med fastlandet (Munsön) och kan med bil enbart nås via Adelsöleden som sträcker sig över Svinsundet från Sjöängen på Munsön till Lilla Stenby på Adelsön.

## Historia

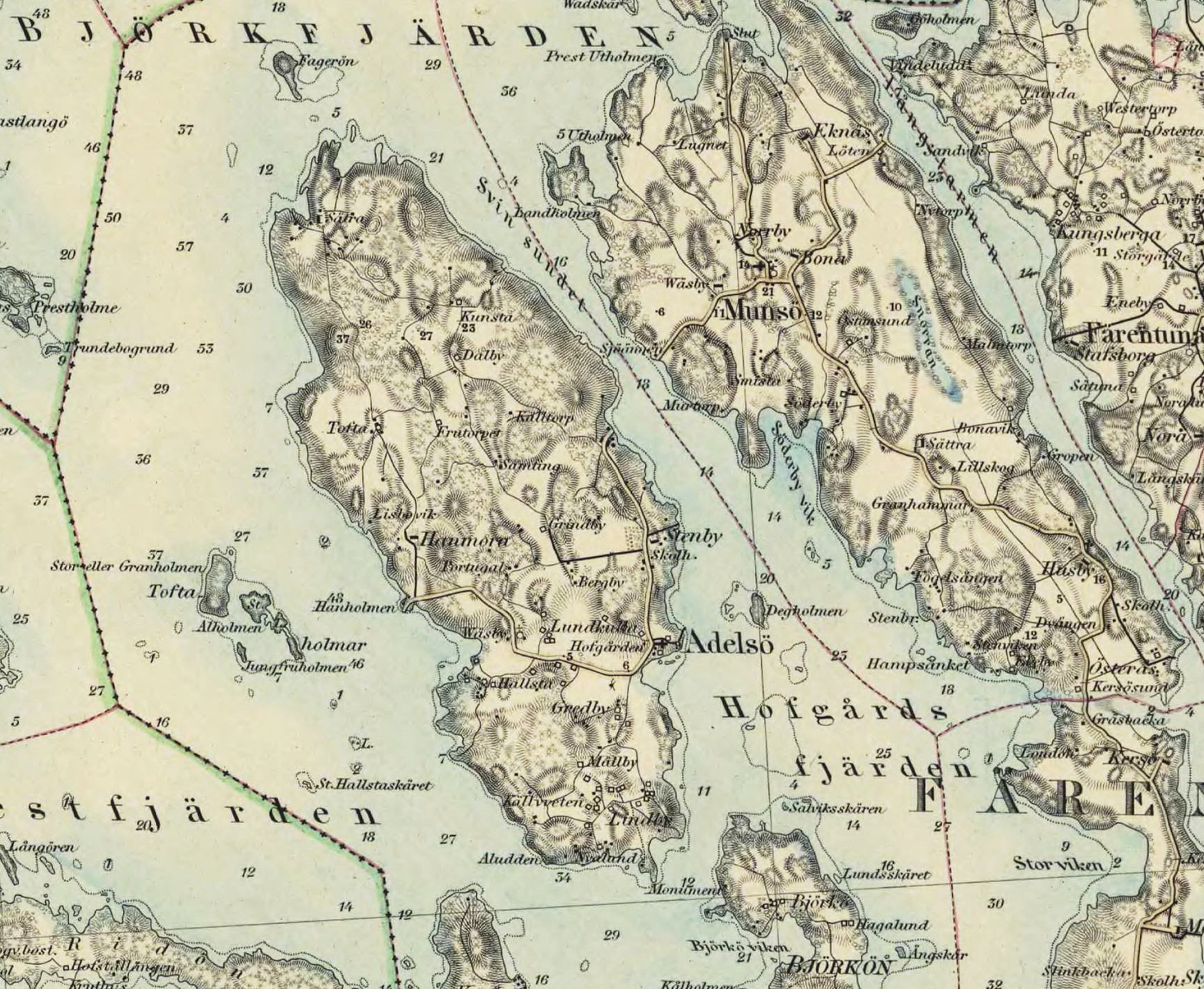
Adelsön och del av Munsön på Generalstabskartan från 1873.

Adelsöns historia börjar redan på stenåldern, vilket vissa fynd från den tiden vittnar om. Adelsön bestod då bara av några mindre öar, som på grund av landhöjningen reste sig ur havet. Mälaren med sitt sötvatten fanns ännu inte, utan de skär som senare skulle bli Adelsön låg utspridda i en havsvik i det som skulle bli Mälaren.
Fiske, fågel- och säljakt utgjorde grunden för de första människorna. Gravar från äldre- och yngre bronsåldern finns, men de flesta gravfälten anlades under järnåldern och då främst under vikingatiden. På Adelsö finns dessutom två fornborgar, varav Skansberget vid Stenby är ovanligt välbevarad. Till fornborgarna sökte sig befolkningen i orostider för att söka skydda mot inkräktande fiender.
Adelsö, som tidigare hette Alsnö eller Alsnu, samt de stora kungshögarna vid Hovgården avslöjar vilken stor betydelse Adelsö hade under vikingatiden. Kungen som tidvis bodde i kungsgården, även benämnd Hovgården, styrde över en av Nordens största städer Birka på Björkö under slutet och mitten av vikingatiden. Vid den gamla Hamnviken finns ett runblock (U 11) som kungens bryte (fogde) Tolir lät rista i mitten av 1000-talet. Stenen kallas i folkmun för Hovgårdsstenen, men även Håkanstenen eller kung Håkons runsten, då namnet Håkan/Håkon är medtaget i stenens text. Det är för övrigt en av få runstenar i Sverige där ordet "konung" finns omnämnt. 
Under 1100-talets senare del byggdes kyrkan i Hovgårdens närhet. Birger jarls söner Magnus Ladulås och Valdemar Birgersson lät under 1270-talet bygga Alsnö hus som främst tycks ha varit ett sommarpalats för konungar och ståthållare. Här beslöt man bland annat vid ett möte att stadfästa Birger jarls fridslagar, där det infördes skattefrihet för den som åtog sig rusttjänst och tjänade konungen. Därmed var det världsliga frälset inrättat i Sverige i och med att den så kallade Alsnö stadga som utfärdades år 1280 av Magnus Ladulås. Alsnö hus raserades i slutet av 1300-talet och i dag återstår bara en ruin. 
Ruinen och flera av gravarna vid Hovgården utgrävdes vid de omfattande arkeologiska undersökningar som utfördes 1916–1926. Samtidigt med Birkas utgrävningar på 1990-talet gjordes även utgrävningar här inom hovgårdsområdet. År 1993 upptogs Birka och Hovgården på Unescos världsarvslista.
Adelsö har också på senare tid uppmärksammats i konstvärlden då den världsberömda konstnären Hilma af Klint tidvis bodde på ön och hämtade inspiration till sina banbrytande verk. Hilma af Klints ateljé låg vid färjeläget på Munsösidan men familjen hade sina sommarvisten på Adelsö (Tofta och Hanmora).
År 2025 planerar Föreningen Hilma af Klints ateljé att öppna världens första Hilma af Klints center på Adelsö för att ytterligare sprida kunskap om hennes arv och koppling till ön.

### Bilder, bebyggelse

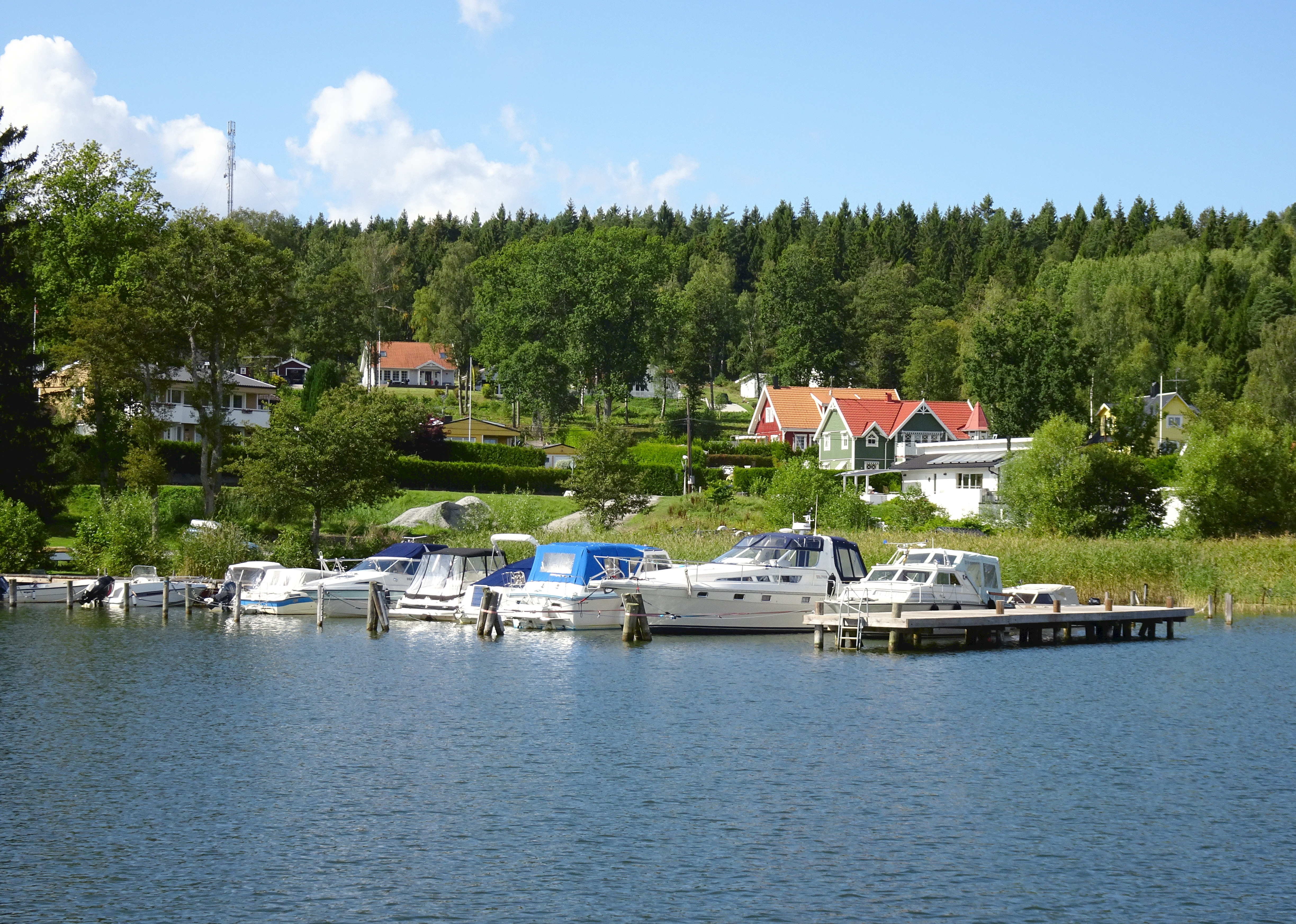
Lilla Stenby.
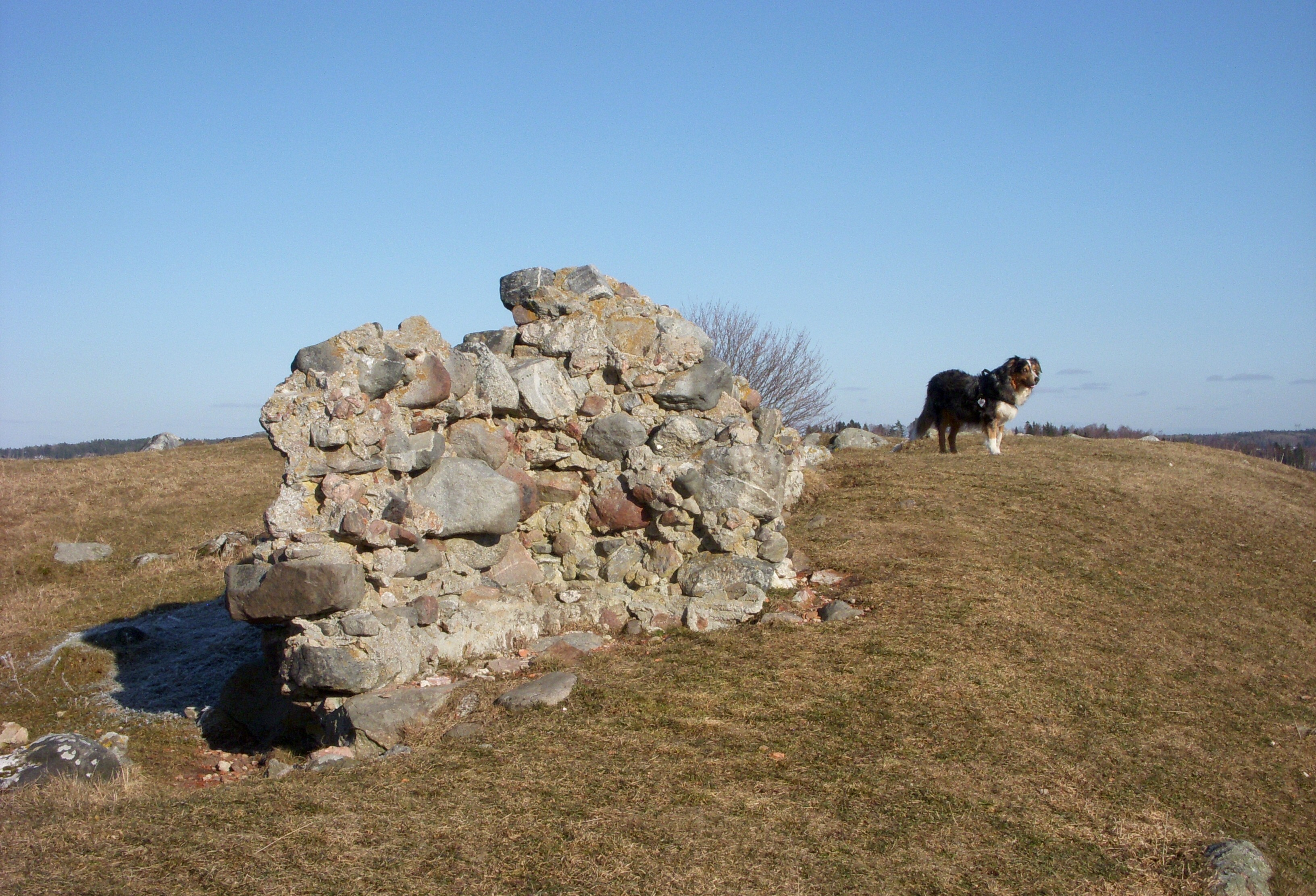
Alsnö hus ruin.
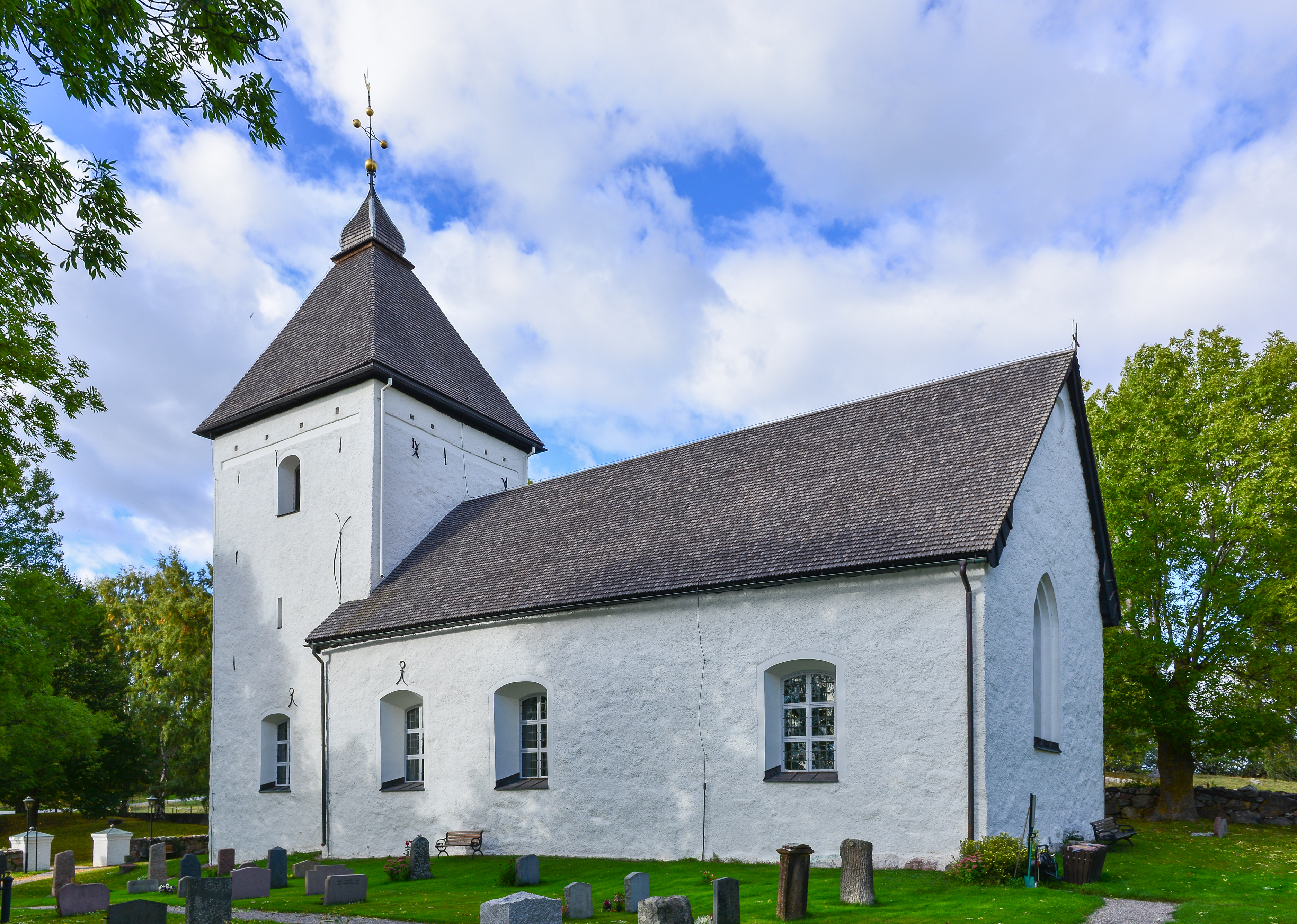
Adelsö kyrka.
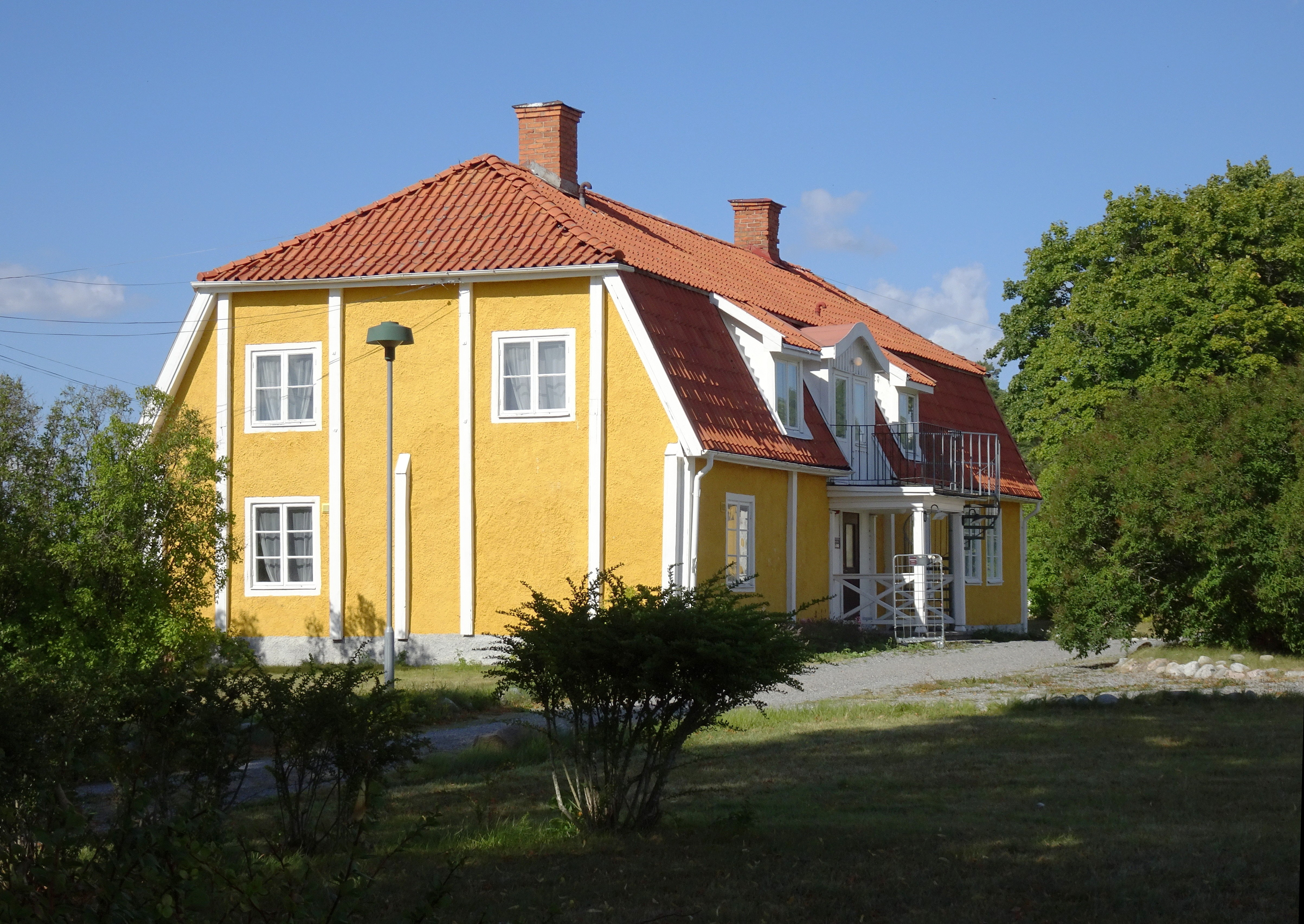
Sättra gård.
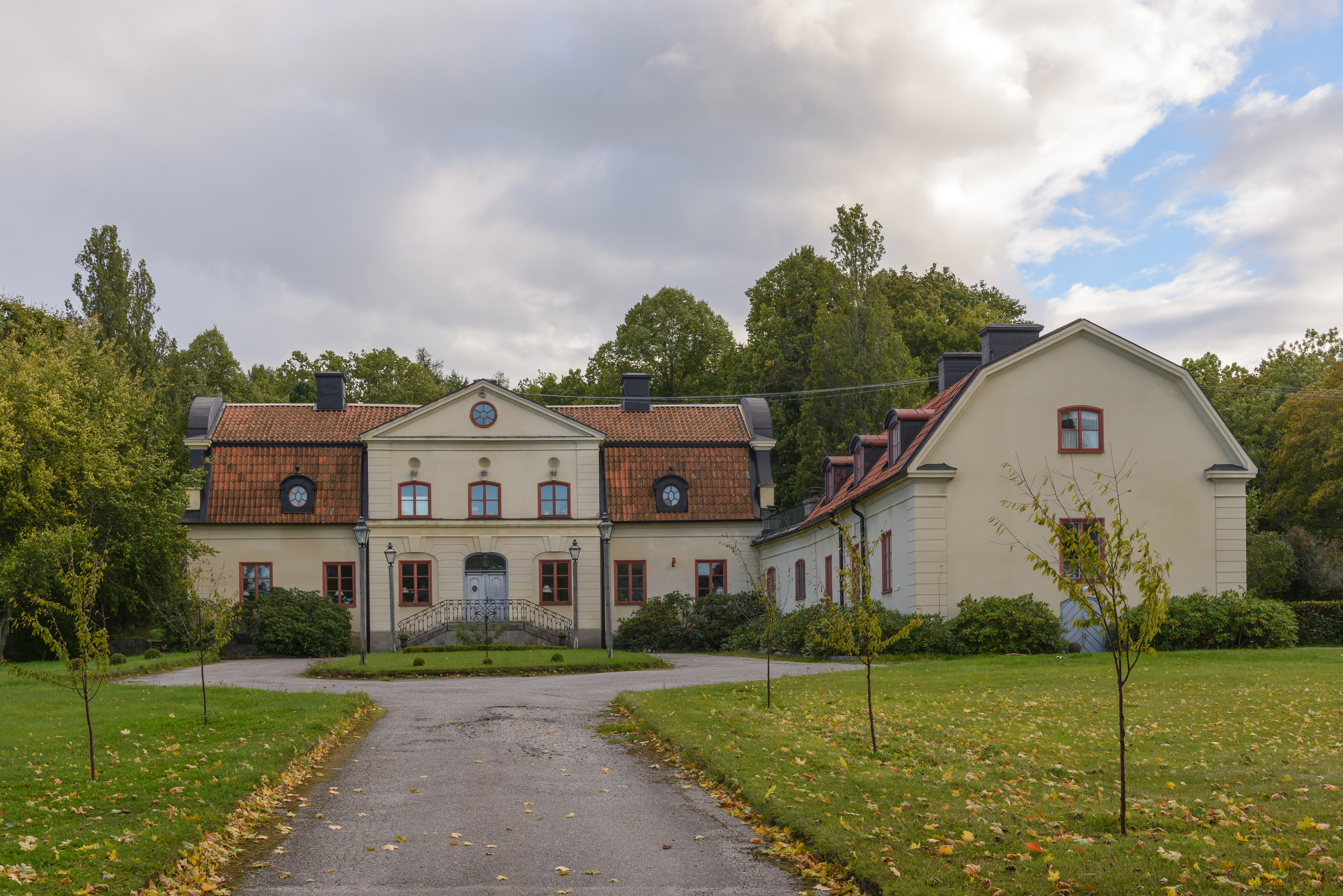
Stenby säteri.

## Kommunikationer

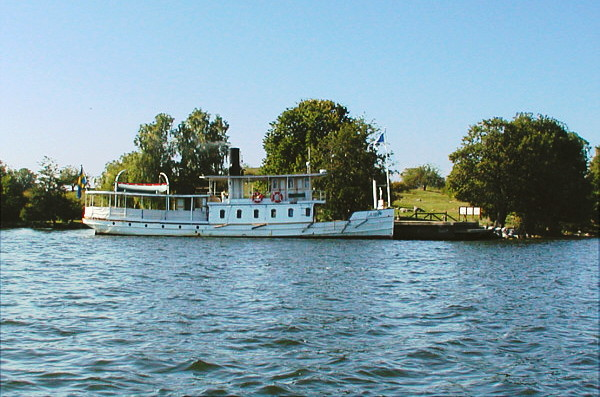
S/S Ejdern vid kyrkbryggan på Adelsö.

Adelsö nås via en gratis bilfärja som trafikerar Adelsöleden från Munsön. Bussar (linjerna 311 och 312) utgår från Brommaplan och till färjeläget, Sjöängen på Munsö. Buss 312 medföljer färjan över Svinsundet till Lilla Stenby på Adelsö och går även runt hela ön. Det rör sig om en så kallad "vinkbuss" som stannar när man vinkar eller ger handtecken. Huvudvägen runt ön heter Adelsö ringväg.
På lördagar från början av maj till mitten av september trafikerar S/S Ejdern Adelsö (kyrkbryggan vid Hovgården / Adelsö kyrka) från Södertälje.

## Befolkning och näringsliv
Den bofasta befolkningen består av omkring 750 invånare, och invånarantalet har varit ganska stabilt genom århundraden. Flertalet yrkesverksamma pendlar i dag till och från Stockholm, men jordbruk bedrivs i stor utsträckning och ännu finns ett par aktiva yrkesfiskare. Under sommarmånaderna trefaldigas antalet invånare med de många sommargästerna.
På Adelsö finns jordbruk, fiskenäring, hästverksamhet, restaurang, café, handelsträdgårdar och en lanthandel. Under sommarhalvåret anordnas rundvisningar till den gamla kungsgården, kyrkan och Hovgården.

## Orter och samlad bebyggelse i Adelsö socken (urval)

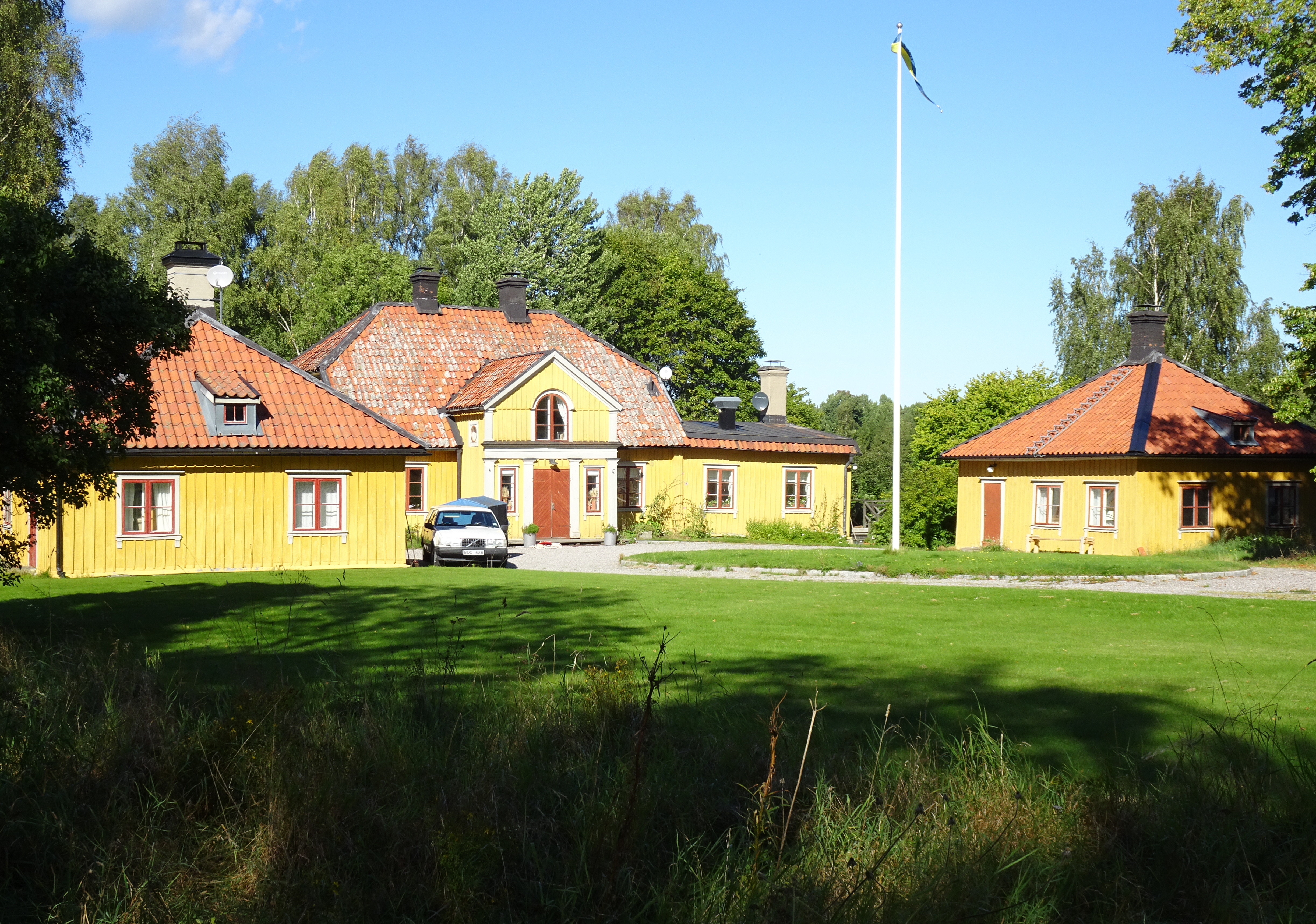
Hanmora gård.

Från norr till söder:
- Sättra
- Kunsta
- Tofta
- Lilla Stenby
- Stenby
- Grindby
- Hanmora
- Adelsö / Hovgården
- Lundkulla
- Hallsta
- Gredby
- Mälby
- Lindby

## Natur
Adelsö ligger inom Södra och Norra Björkfjärden. Öns landskap består av småkuperade, barrskogsbeklädda berg och moränhöjder omväxlande med åkrar och ängar beväxta med lövträd, främst ekar. Den högsta punkten på Adelsö är Kunstaberget med sina 53,2 meter över havet. På Kunstaberget finns numera ett vackert utkikstorn, från vilket man kan se milsvitt ut över Mälaren. På öns norra del slingrar sig den 14 kilometer långa Adelsö vandringsled, förbi välbevarade torpmiljöer och fornlämningsområden, främst från yngre järnålder.
Djurlivet är artrikt och omfattar bland annat älg, rådjur, vildsvin, räv, hare och mink. På nordvästra Adelsön ligger Adelsö-Sättra naturreservat som innehåller bland annat en speciell och numera hotad granskogstyp på naturligt näringsrika sandjordar.

### Bilder, natur

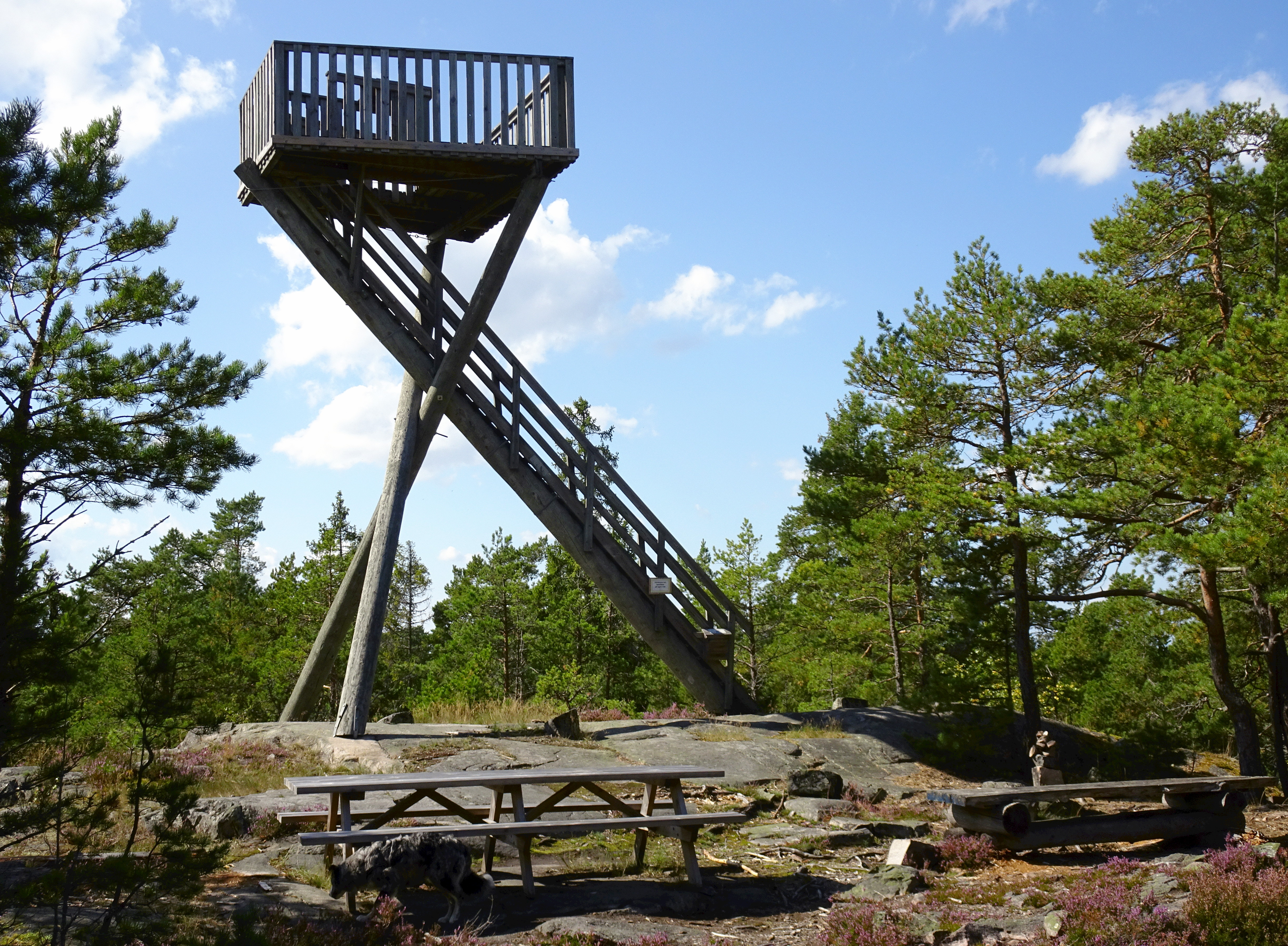
Utsiktstornet på norra Adelsö
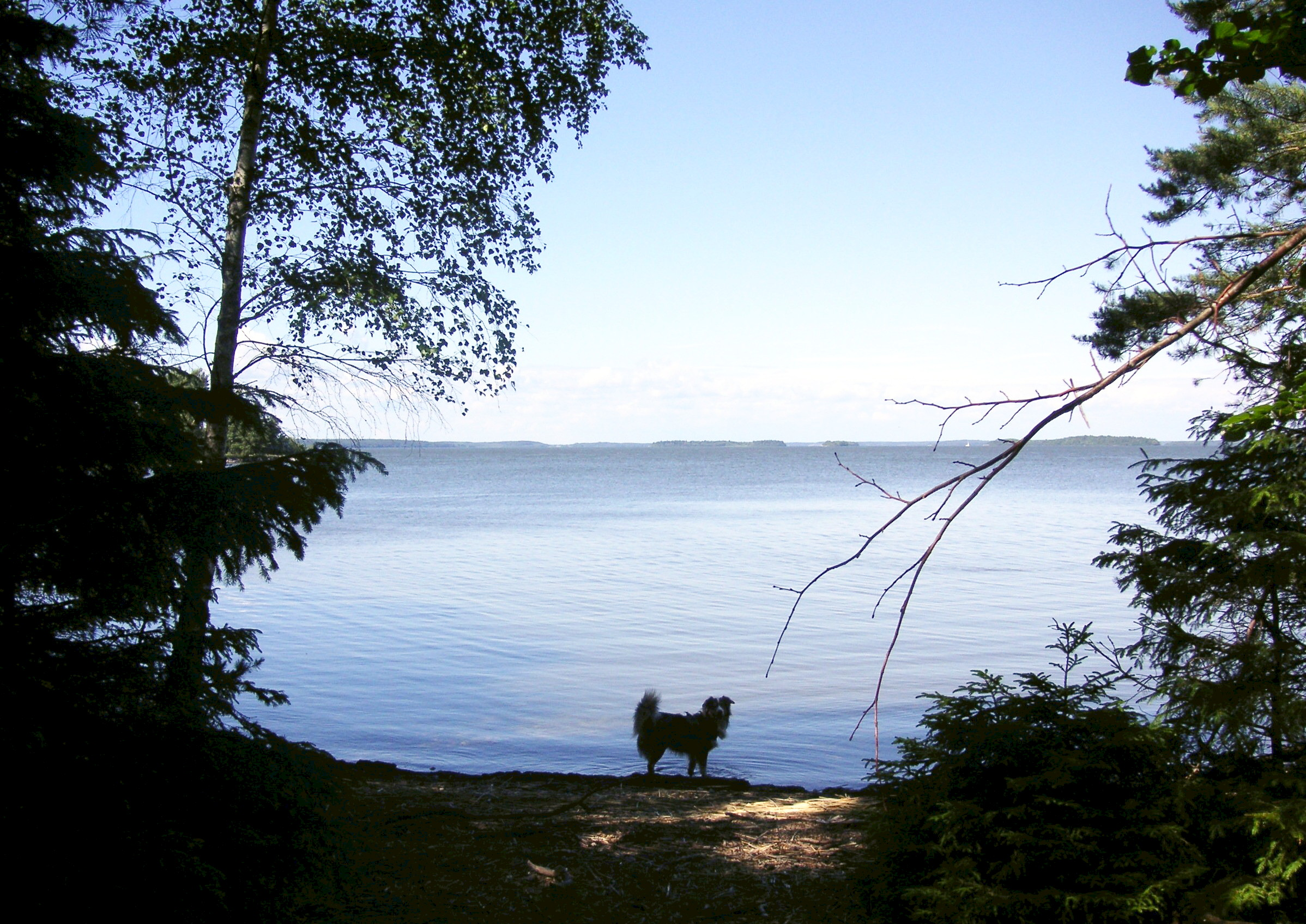
Vy från Adelsön över Mälaren mot norr
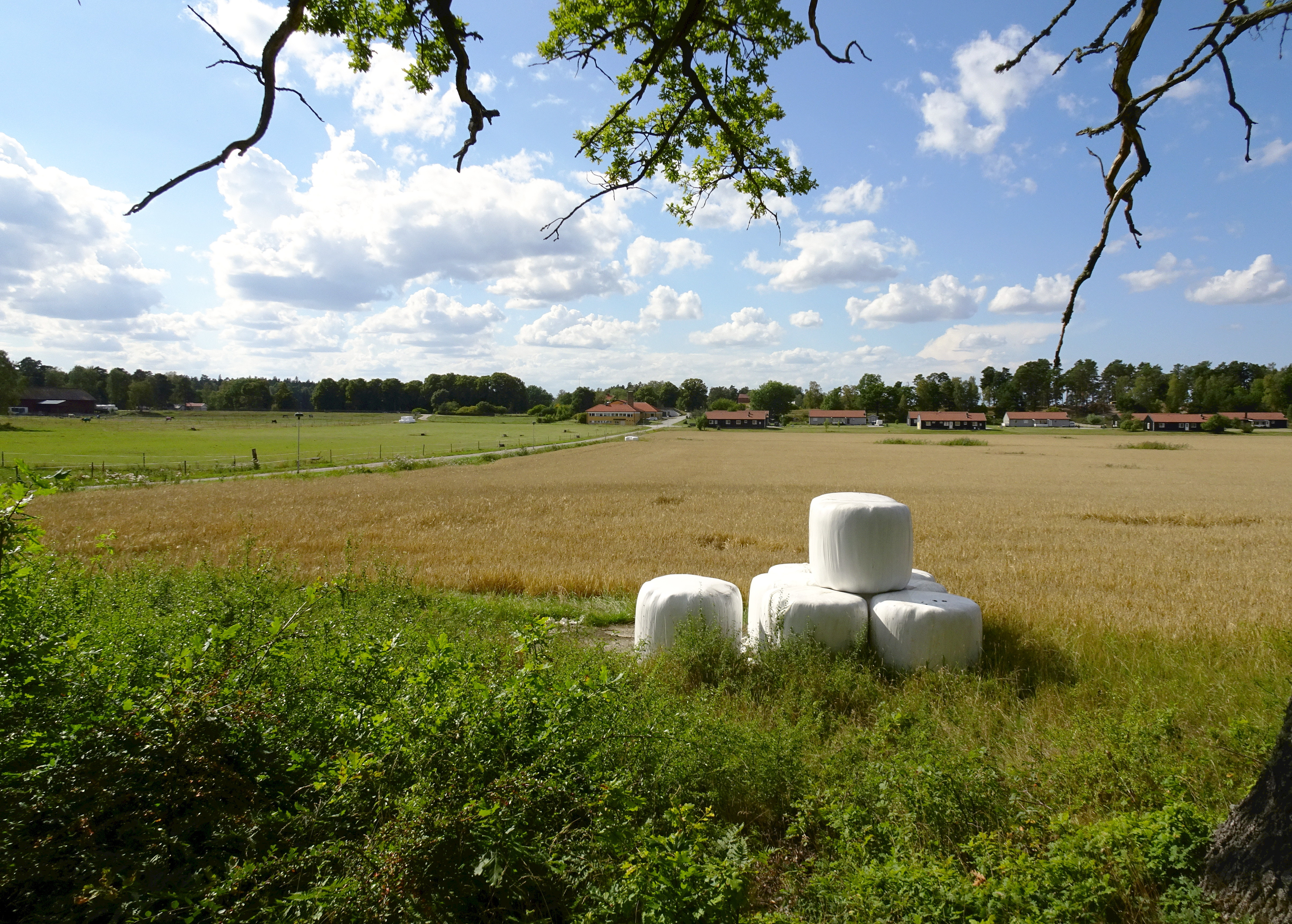
Kulturlandskapet öster om Sättra gård
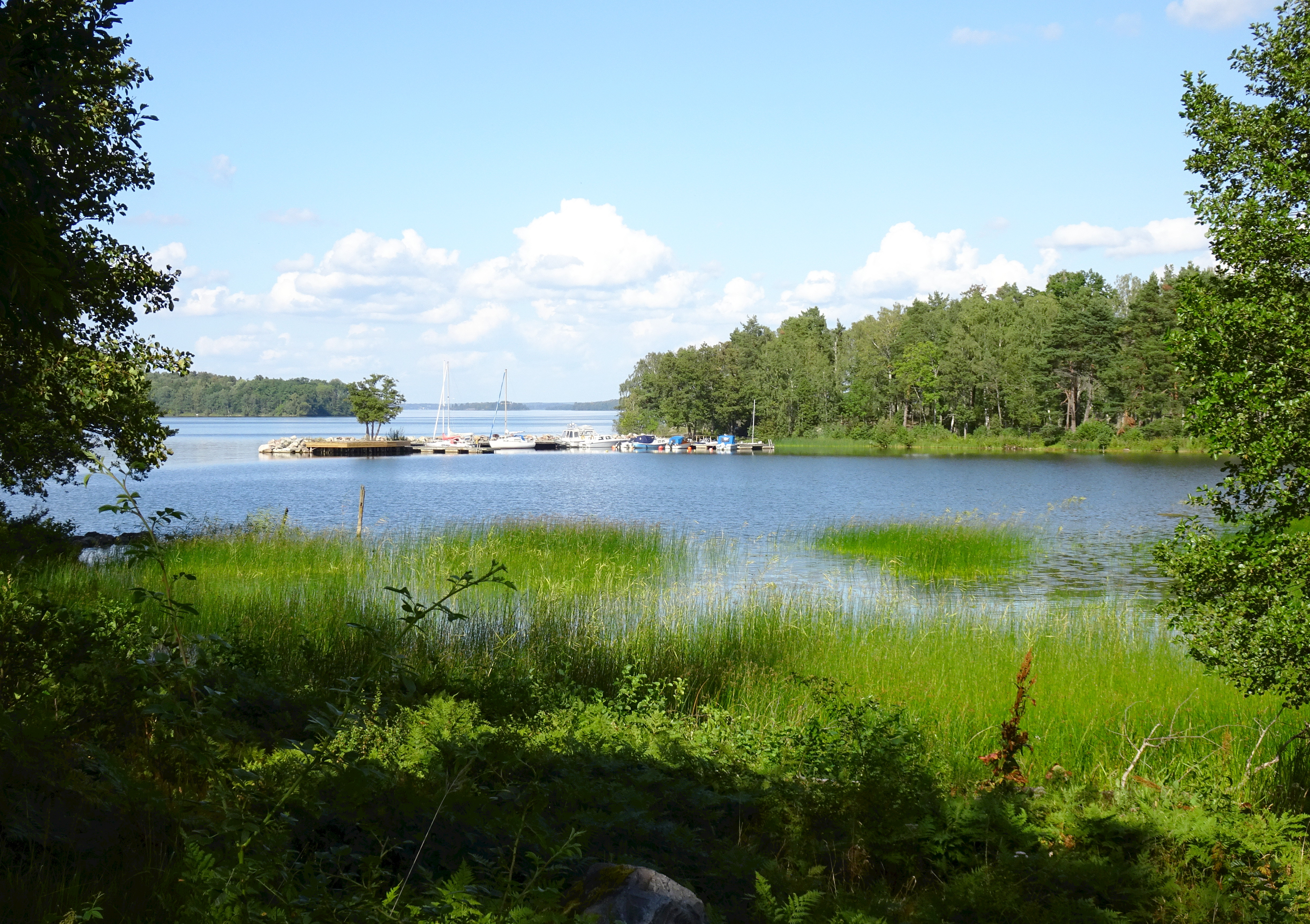
Byviken väster om Sättra gård
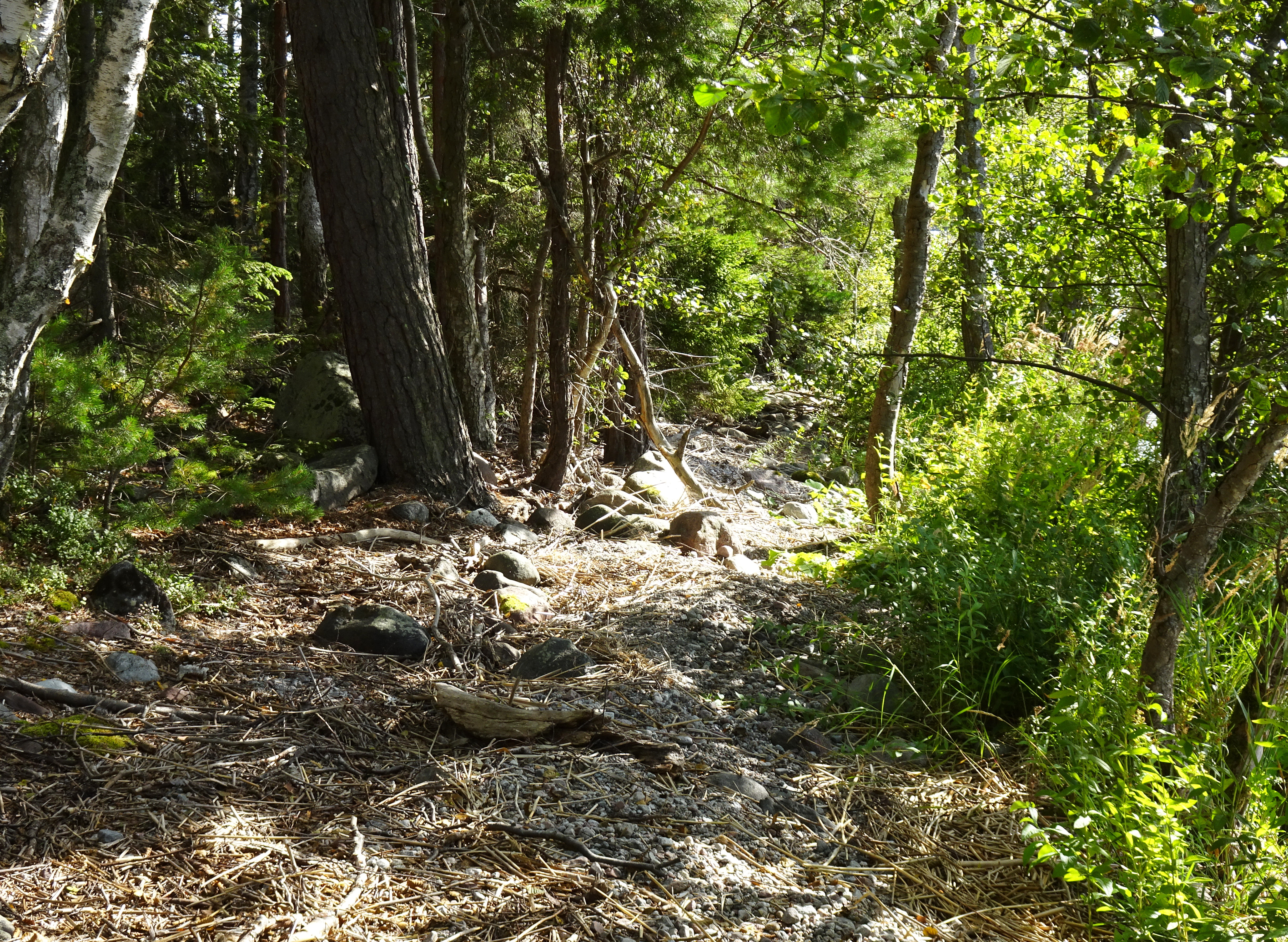
Adelsö-Sättra naturreservat

## Fornminnen på Adelsö (urval)
På Adelsö finns det flera olika järnåldersnamn som återkommer som slutar på exempelvis –sta, −a och −by: bland annat Grindby, Mälby, Lindby, Hallsta, Kunsta, Sättra och Tofta.
- Naust, båtrännor vid Hovgården,[5]
- Skansbergets fornborg,[6]
- Hallsta, älvkvarnar från bronsåldern.[7]
- Hovgårdens kungshögar,[8]
- Håkanstenen vid Hovgården,[9]
- Stenby gårdsgravfält,[10]
- Kunsta är en gammal boplats från yngre järnåldern
- Vid Grindby finns en av de största förekomsterna av fornlämningar från bronsåldern i Ekerö kommun.

### Bilder, fornområden (urval)

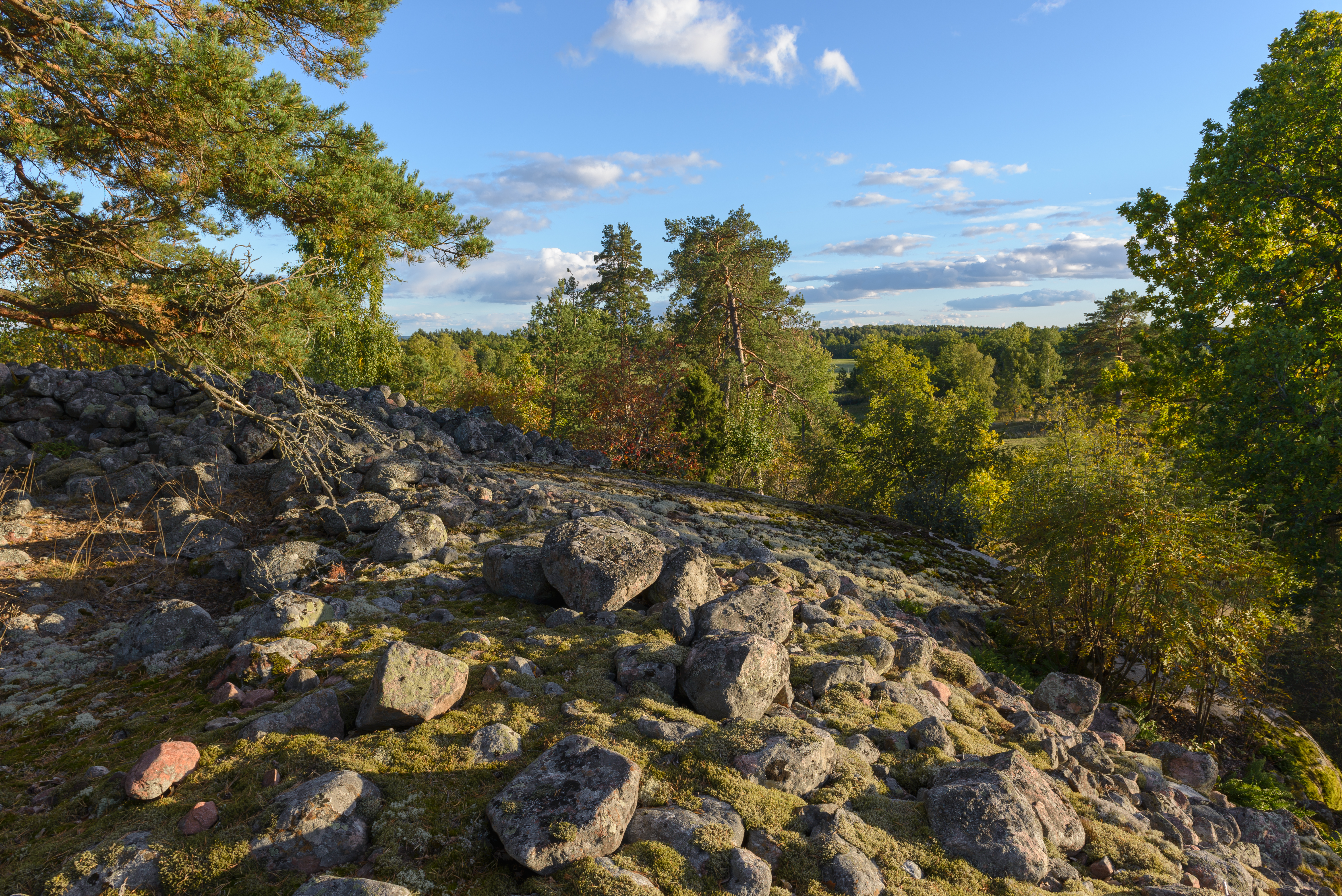
Skansbergets fornborg
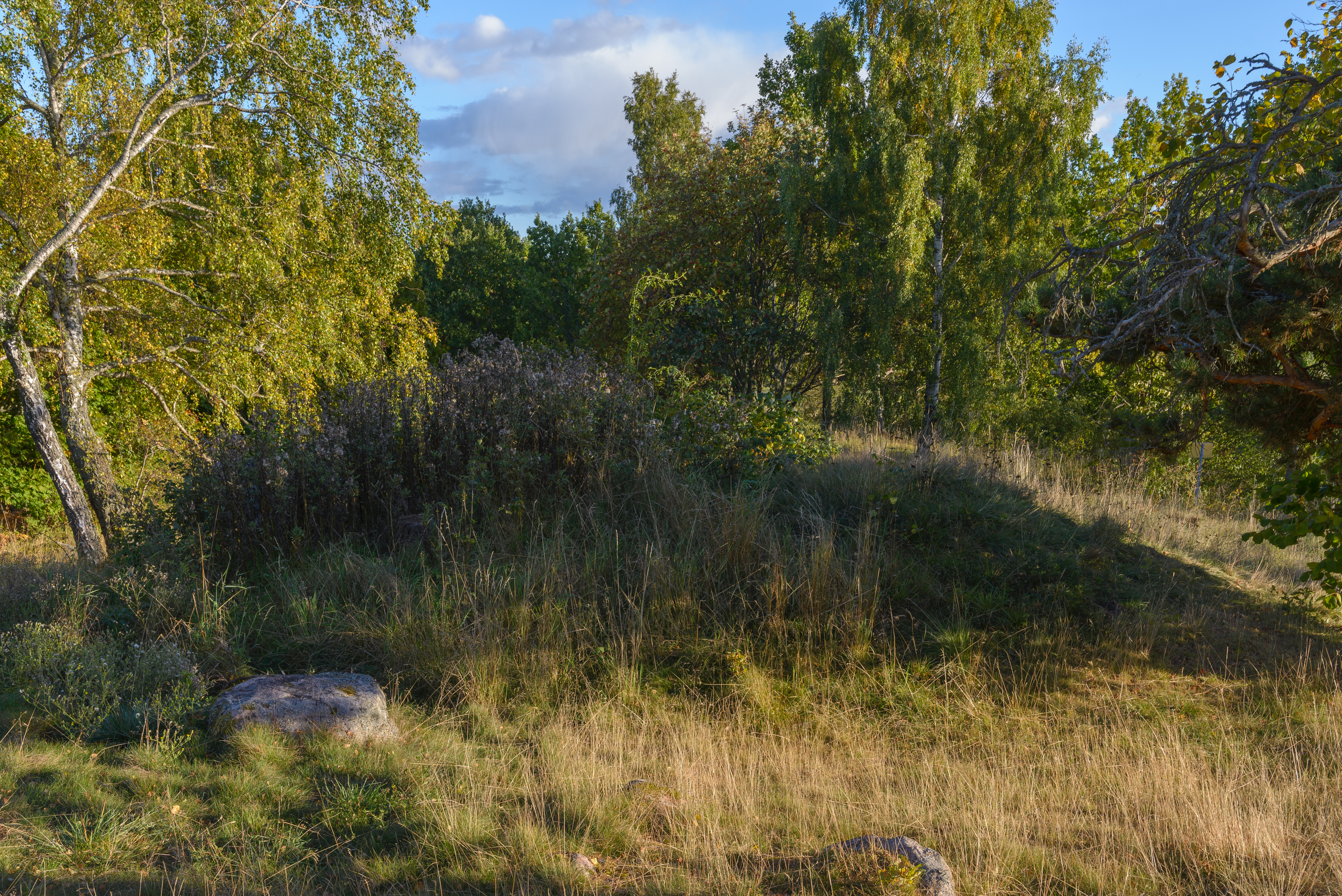
Stenby gårdsgravfält
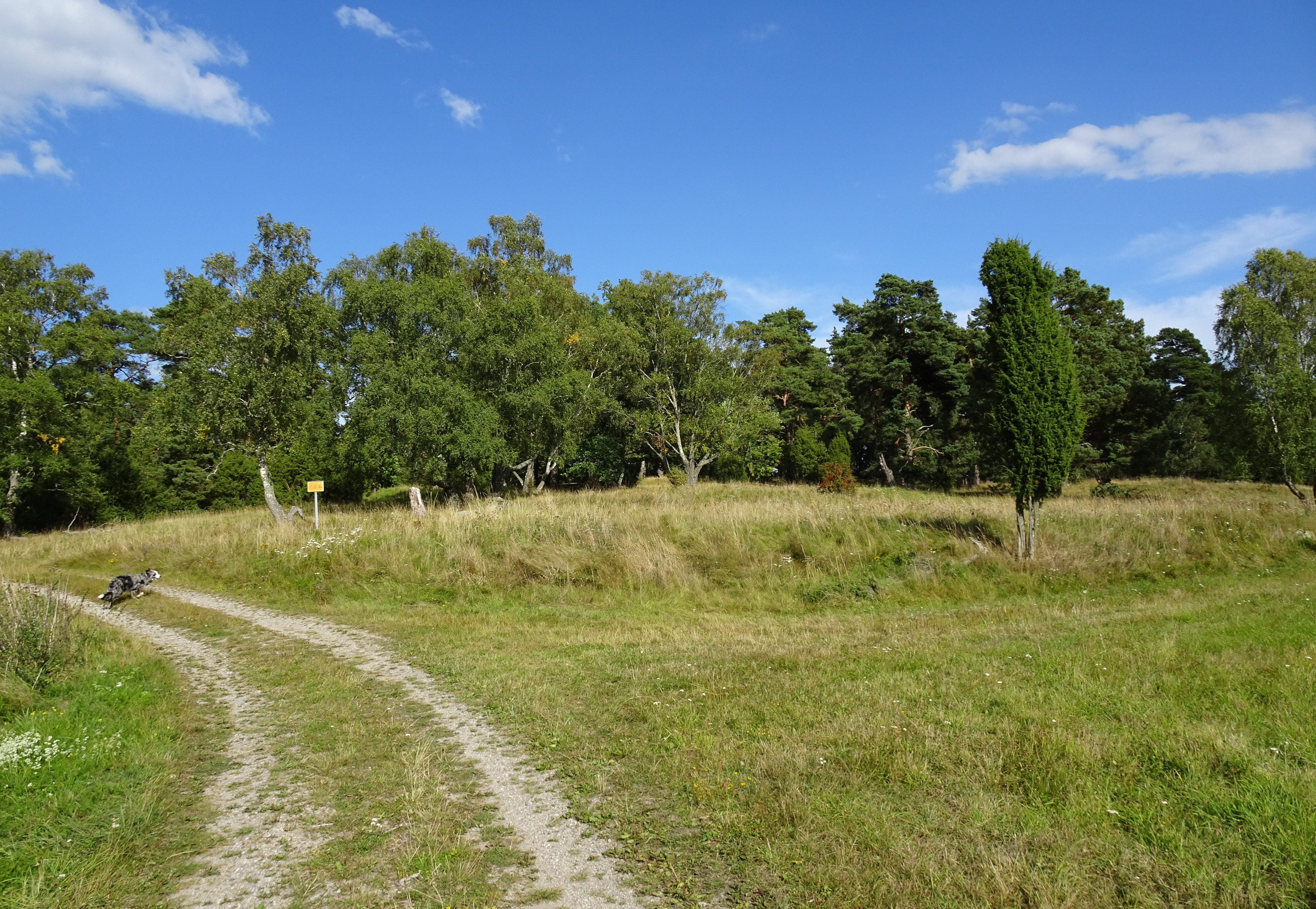
Kunsta fornlämningsområde
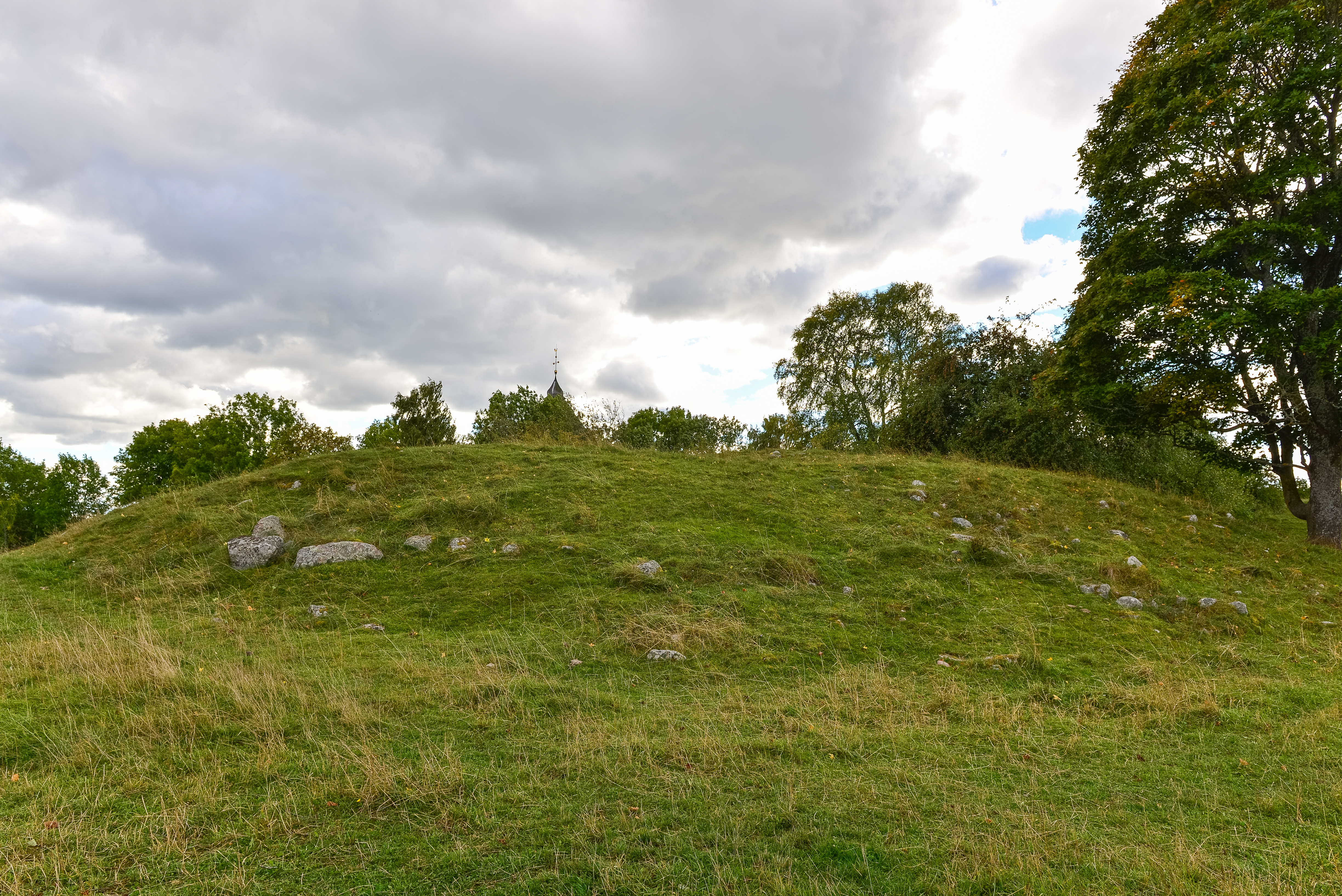
Kungshögen vid Hovgården
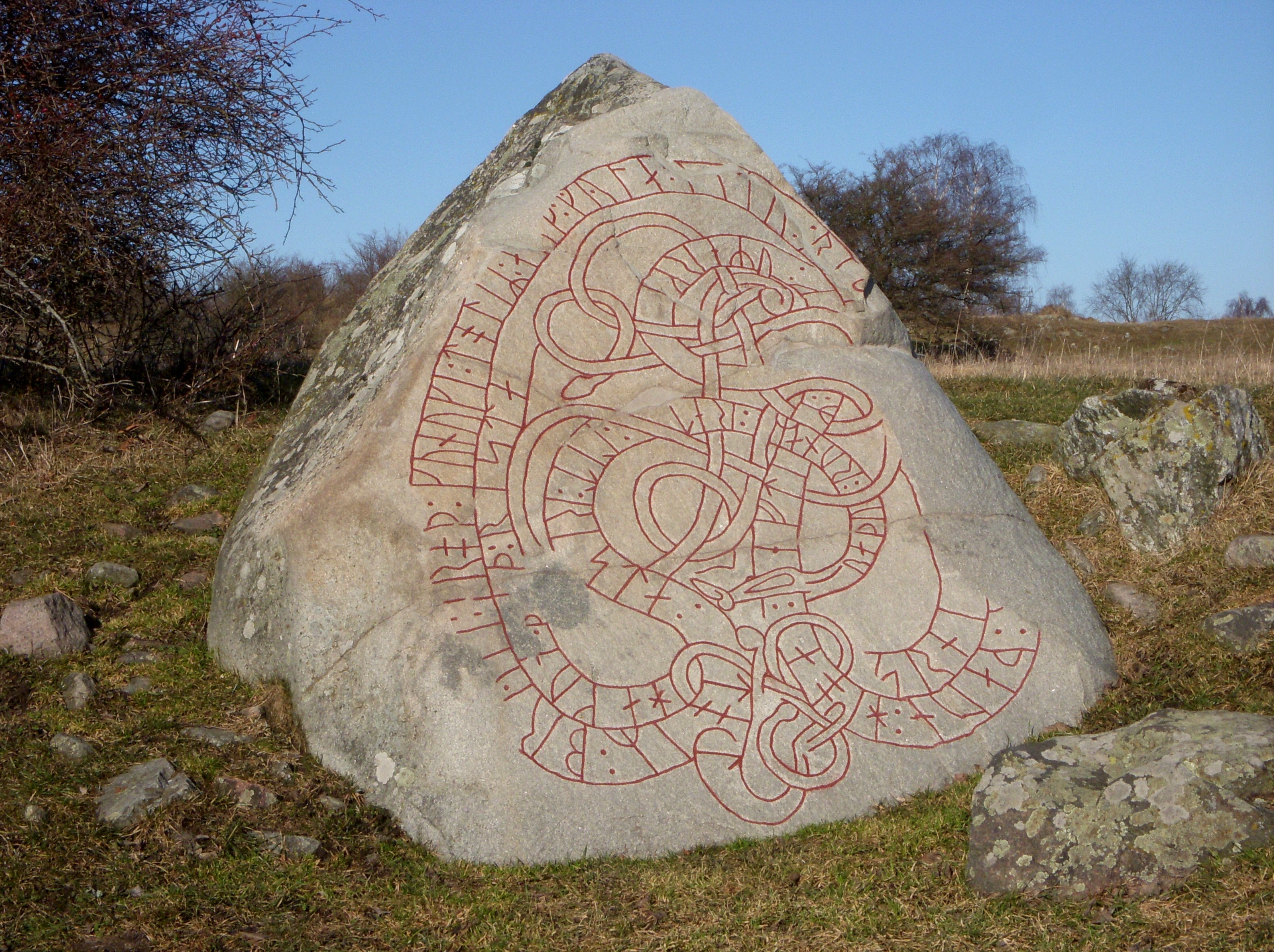
Håkanstenen vid Hovgården